# Mikoyan-Gourevitch MiG I-270
Le Mikoyan-Gourevitch I-270 ou MiG I-270 est un prototype d'avion de combat soviétique développé à l'issue de la Seconde Guerre mondiale par le constructeur Mikoyan-Gourevitch.

## Développement
À la fin de la Seconde Guerre mondiale, les Soviétiques entrent dans la ville de Dessau et récupèrent le prototype du Junkers Ju 248, un avion mu par un moteur-fusée, dérivé du Me-163 Komet. À partir de ce prototype, l'OKB développe le MiG I-270.
Le premier exemplaire construit est un planeur. Remorqué par un Tupolev Tu-2, il est testé en vol vers le mois de décembre 1946. Après un atterrissage sur le ventre, il n'est jamais réparé.
Le second exemplaire construit est équipé de son moteur-fusée. Il décolle pour la première fois vers mars 1947. Il nécessite 895 m de piste pour décoller, et son autonomie en vol est de 255 secondes lorsque l'ensemble des chambres sont allumées. Après un atterrissage sur le ventre, il est jugé irréparable.